# 朗希尔·哈加
朗希尔·哈加（挪威語：Ragnhild Haga，1991年2月12日—）生于阿克什胡斯郡南内斯塔霍尔特，是一名挪威女子越野滑雪运动员。除了越野滑雪以外，她也参加定向滑雪运动。

## 家庭
朗希尔的叔父Anders Bakken曾参加过1980年普莱西德湖冬奥越野滑雪项目。她的兄弟Magne、Havard和Anders也都从事冬季运动。
朗希尔的男友Øyvind Gløersen同样也是一名越野滑雪选手。